# Condé-sur-Vesgre
Condé-sur-Vesgre ist eine französische Gemeinde mit 1.264 Einwohnern (Stand: 1. Januar 2022) im Département Yvelines in der Region Île-de-France. Sie gehört zum Arrondissement Mantes-la-Jolie und zum Kanton Bonnières-sur-Seine (bis 2015: Kanton Houdan). Die Einwohner werden Condéens genannt.

## Geographie
Condé-sur-Vesgre liegt etwa 51 Kilometer westsüdwestlich von Paris. Umgeben wird Condé-sur-Vesgre von den Nachbargemeinden Bourdonné im Norden, Gambaiseuil im Nordosten, Saint-Léger-en-Yvelines im Osten, Adainville im Süden, Grandchamp im Süden und Südwesten sowie Boutigny-Prouais im Westen.

## Bevölkerungsentwicklung
| Jahr                      | 1962 | 1968 | 1975 | 1982 | 1990 | 1999 | 2006 | 2013 |
| Einwohner                 | 258  | 261  | 405  | 525  | 828  | 1038 | 1039 | 1157 |
| Quelle: Cassini und INSEE |      |      |      |      |      |      |      |      |

## Sehenswürdigkeiten

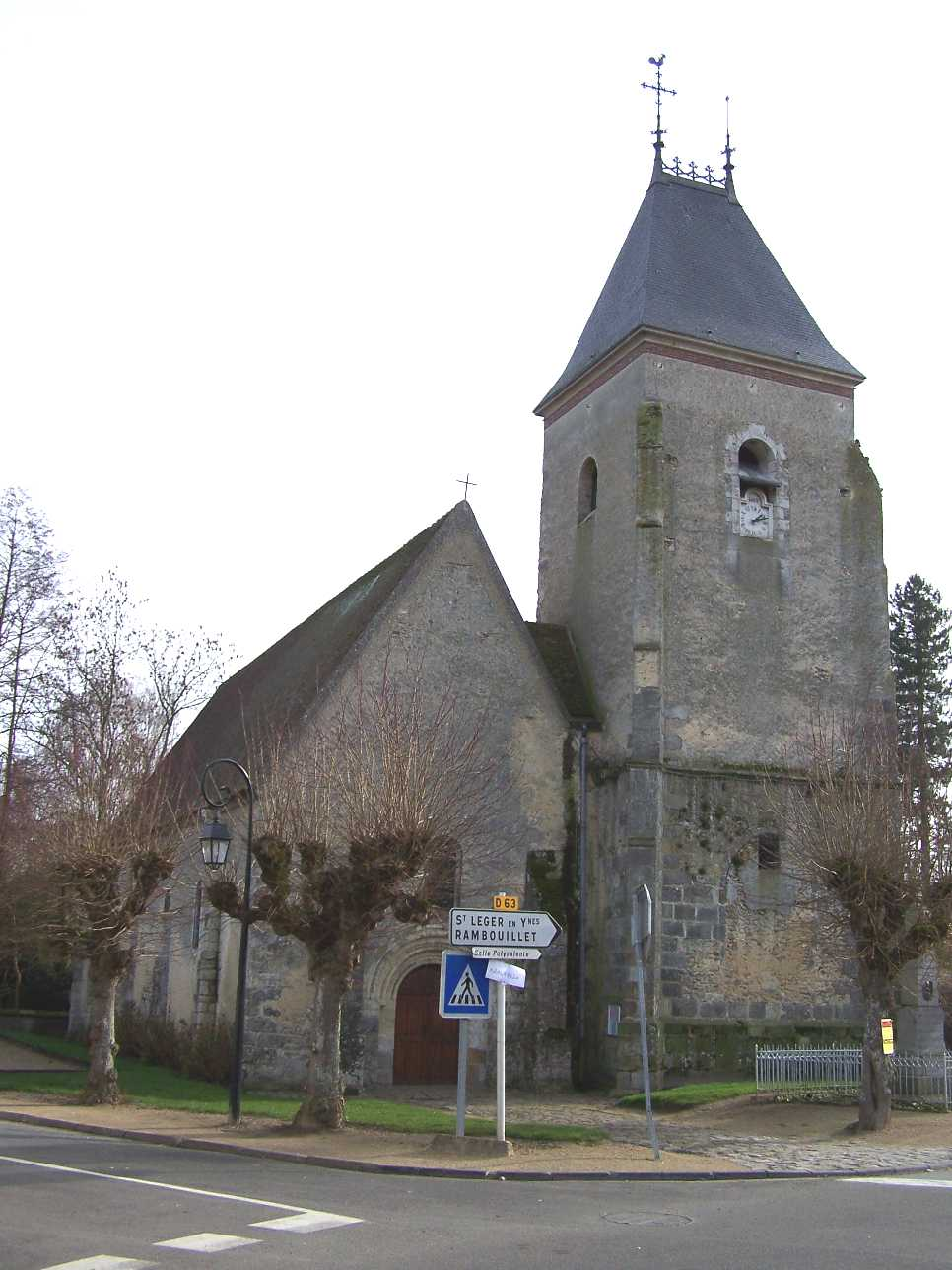
Kirche Saint-Germain-de-Paris

- Kirche Saint-Germain-de-Paris